# Román görögkatolikus egyház
A román görögkatolikus egyház (románul Biserica Română Unită cu Roma) 1697-ben jött létre, amikor az ungvári unióval az erdélyi Ortodox Mitropolia csatlakozott a katolikus egyházhoz, elismerve a pápa fennhatóságát. 1697-től 1853. november 26-áig az Esztergomi főegyházmegyének volt alárendelve.

## Történelem

### Az unió
A román görögkatolikus egyház 1697–1700 között jött létre, amikor román ortodox egyház közép- és északnyugat-erdélyi része (az érsek, valamint az esperesek és papok többsége) csatlakozott a római katolikus egyházhoz (unióra lépett vele). Először 1697-ig érsekségként, 1698-tól 1853-ig püspökségként, majd újra érsekségként működött, 1717-ig gyulafehérvári, 1717–1737-ig fogarasi, 1737-től pedig balázsfalvi székhellyel. Területi püspökségei csak később jöttek létre: 1777-ben Nagyváradon, 1853-ban Szamosújvárott és Lugoson, 1930-ban pedig Nagybányán. A Szamosújvári egyházmegye székhelye 1932-ben Kolozsvárra került, azóta Kolozsvár-Szamosújvári egyházmegye néven ismert.

### A görögkatolikus egyház betiltása
A trianoni békeszerződés és Erdély Romániával való egyesülése után a román ortodox egyházzal való, addig kiegyensúlyozott viszony fokozatosan megromlott. Ebben jelentős szerepe volt Nicolae Bălan ortodox érseknek, aki már 1920-as érsekké választásakor felvetette, és azt követően folyamatosan képviselte a két egyház egyesítésének gondolatát.
Erre a második világháború és a kommunista hatalomátvétel után nyílt lehetőség, az 1948-ban megválasztott Justinian Marina pátriárka támogatásával. 1946-ban a kormányzat megakadályozta, hogy a zsinat által metropolitává választott Alexandru Rusu elfoglalja székét. 1948 májusában és júniusában Bălan érsek és Marina pátriárka is több felhívást tett közzé a görögkatolikusok ortodox vallásra való visszatérésére. Ezt követően az államhatalom módszeresen megkezdte a görögkatolikus egyház ellehetetlenítését: a Vatikánnal kötött konkordátumot 1948 júliusában felmondták, majd a tanügyi reformra és az új vallási rendre vonatkozó augusztusi törvényrendelettel szűkítették az egyház mozgásterét. Miután Ioan Suciu fogaras-gyulafehérvári apostoli adminisztrátort szeptember 3-án elmozdították, szeptember 17-én egy kormányrendelet ötről kettőre csökkentette a görögkatolikus püspökök számát, és egy másik aznapi rendelettel eltávolították hivatalukból Valeriu Traian Frențiu, Alexandru Rusu és Ioan Bălan püspököket. A romániai katolikus egyház és Gerald Patrick O'Hara apostoli nuncius tiltakozása ellenére október 1-jén kolozsváron 36 görögkatolikus pap részvételével gyűlést tartottak, mely „határozatot hozott” az áttérésről, amit a román ortodox egyház zsinata október 3-án sietve jóváhagyott, és október 21-én Gyulafehérváron ünnepséget rendeztek a görögkatolikus egyház megszüntetésének megünneplésére. 1948 decemberében végül a román görögkatolikus egyházat betiltották, templomait a román ortodox egyháznak adták, és a püspököket is megpróbálták rábírni az áttérésre.
Az egyház innentől kezdve illegalitásban működött. 1948. október 28-án mind a hat püspökét letartóztatták, és Dragoslavelébe, majd a Căldărușani kolostorba hurcolták. Itt szentelték titokban püspökké a velük raboskodó Tit Liviu Chinezut. Vasile Afteniét innen Bukarestbe vitték, ahol a Securitate egy kihallgatása során meghalt. A többieket 1950-ben Máramarosszigetre vitték, ahol számos más román és magyar értelmiségivel és egyházi vezetővel együtt politikai fogolyként tartották őket fogva a máramarosszigeti börtönben. Chinezu, Frențiu és Suciu ott is hunyt el a megpróbáltatások következtében 1952 és 1955 között. Bălant, Iuliu Hossut és Rusut 1955-ben kiengedték, és ortodox kolostorokban jelöltek ki számukra kényszerlakhelyet, de utóbbit egy évvel később újra bebörtönözték, és a szamosújvári börtönben hunyt el a megpróbáltatások következtében.

### Újjászervezés a rendszerváltás után
1989 decemberében egy rendelet újra engedélyezte a görögkatolikus egyház működését. Újraszervezték, de tulajdonuk nagy részét máig sem kapták vissza. A román kommunista rendszer áldozatai közé tartozó hét görögkatolikus vértanú püspök boldoggá avatását 1994-ben kezdeményezte a román görögkatolikus egyház. Ferenc pápa 2019. március 19-én jóváhagyta boldoggá avatási dekrétumukat, és romániai látogatása alkalmával, 2019. június 2-án a balázsfalvi Szabadság mezején avatta őket boldoggá.

## Szervezete
Egyházmegyék

A román görögkatolikus egyház térképe

- Fogaras-Gyulafehérvári főegyházmegye
- Kolozsvár-Szamosújvári egyházmegye
- Lugosi görögkatolikus egyházmegye
- Máramarosi egyházmegye
- Nagyváradi görögkatolikus egyházmegye
- Bukaresti Nagy Szent Vazul egyházmegye
- Cantoni Szent György egyházmegye (Amerikai Egyesült Államok és Kanada)

## Statisztikák
1930-ban a népszámlálás adatai alapján Erdély lakosainak 31,1%-a görögkatolikus vallású volt (az ortodox lakosság aránya ekkor még csak 27,8%). A Körös-vidéken és Máramarosban 25,2%, a Bánságban 3,6% volt a görögkatolikusok aránya.
A 2011-es népszámlálás során mintegy 151 000 görögkatolikust jegyeztek fel, mindazonáltal a görögkatolikus egyház saját becslése szerint a számuk 488 000 -re tehető. A 2021-es népszámlálás adatai alapján Romániában 115 457-en vallották magukat görögkatolikusnak, amelyből 95 061 román nemzetiségű, 12 772 magyar, 5122 roma, 885 ukrán, 396 német.